# Cheritrella
Cheritrella är ett släkte av fjärilar. Cheritrella ingår i familjen juvelvingar.
Kladogram enligt Catalogue of Life:
| Cheritrella | \| \| Cheritrella nagana \| \| \| \| \| \| Cheritrella truncipennis \| \| \| \| |
|             | \| \| Cheritrella nagana \| \| \| \| \| \| Cheritrella truncipennis \| \| \| \| |
|             | Cheritrella nagana                                                              |
|             |                                                                                 |
|             | Cheritrella truncipennis                                                        |
|             |                                                                                 |

## Bildgalleri

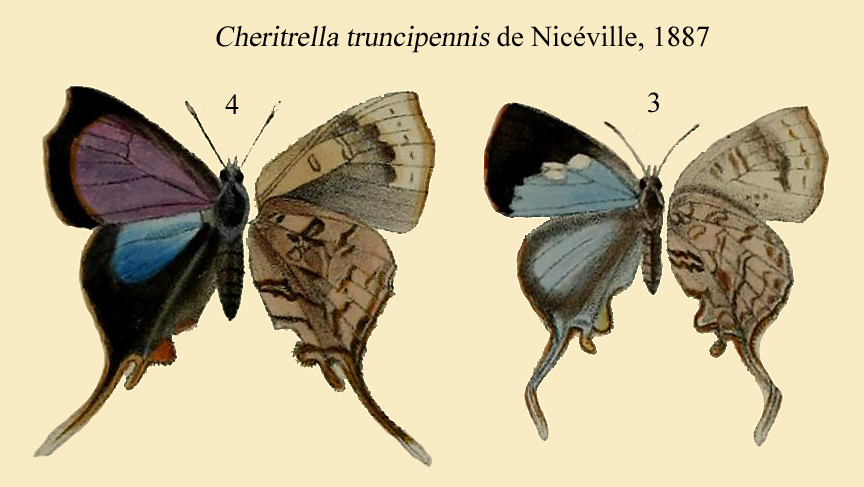
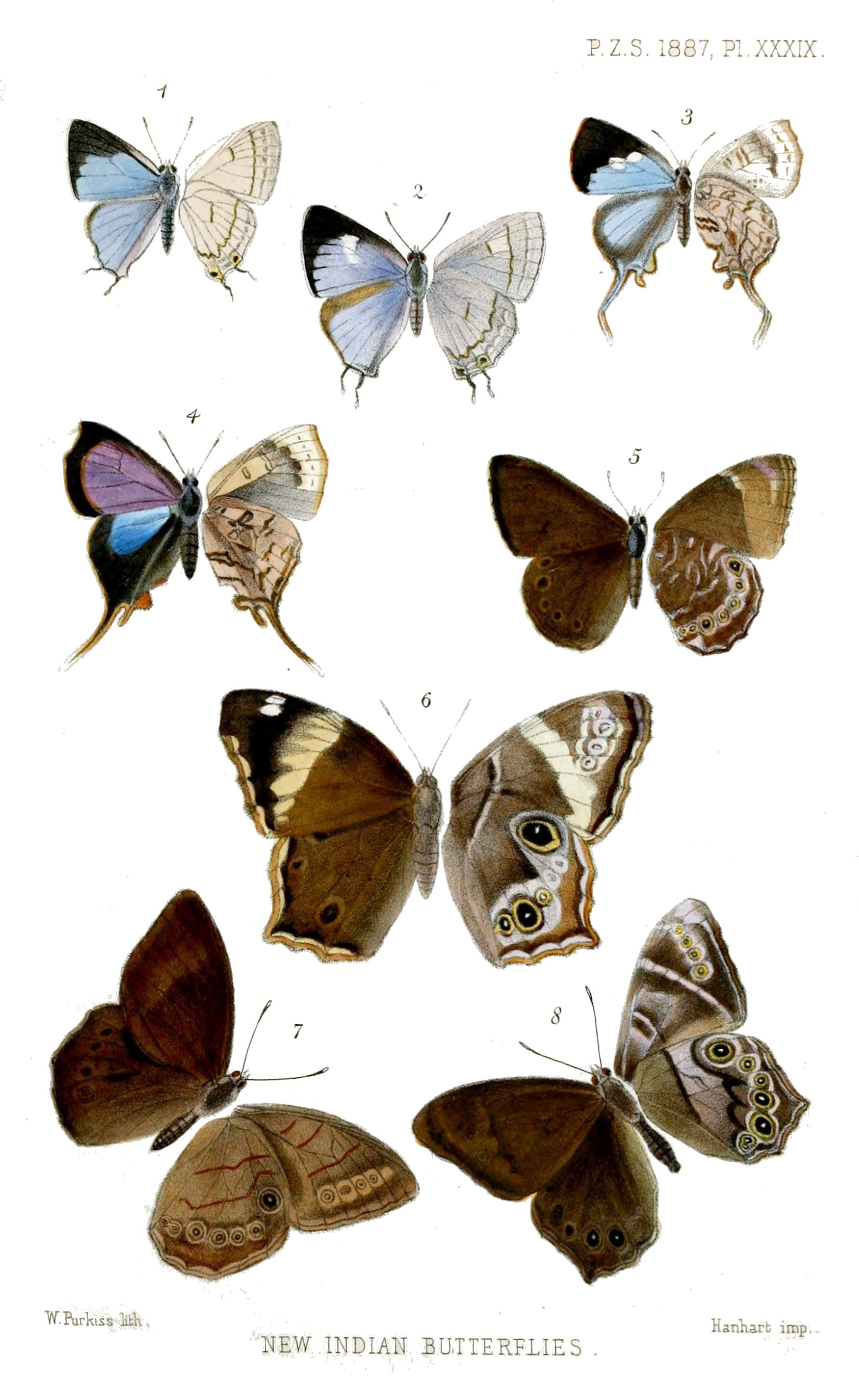
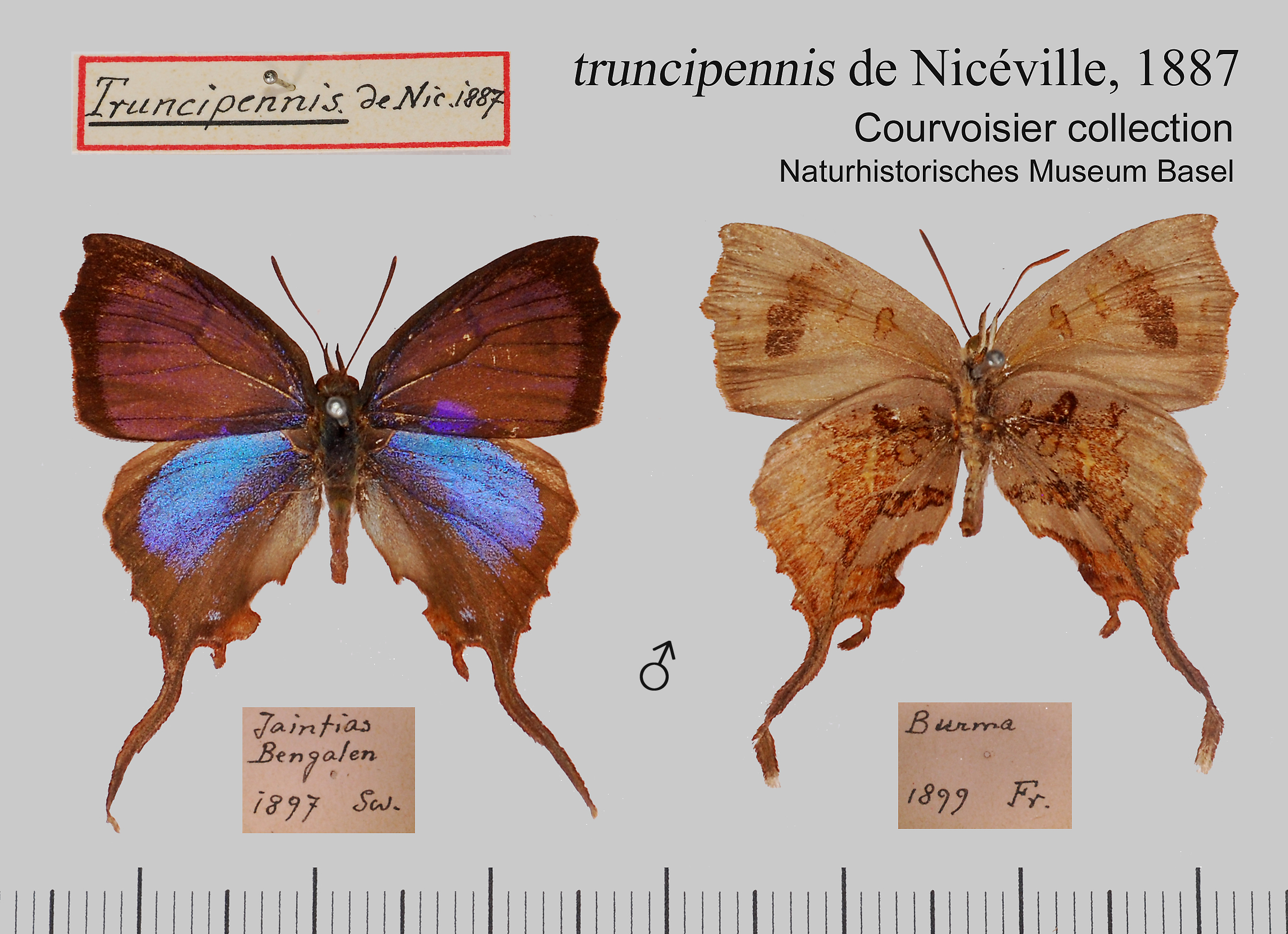